# Now and Forever
『Now and Forever』（ナウ アンド フォーエバー）は、doaの15枚目のシングル。

## 内容
- 吉本大樹のシングルメイン復帰作。ライブツアー「THIS LIFE」の大阪公演のアンコールで初披露された。
- 『CDジャーナル』は「イーグルスのようなコーラスが魅力の70年代のウエストコースト・ロックをしっかりと継承する、21世紀のエヴァー・グリーン・サウンド」と評した[1]。
- 現在、doaとして最後のCDシングル。

## 収録曲
全作曲・編曲：徳永暁人
1. Now and Forever
  - 作詞：大田紳一郎、メインボーカル：吉本大樹
2. I would be honest
  - 作詞：吉本大樹
3. Maybe Tomorrow
  - 作詞：大田紳一郎